# Fram
Fram var et norsk skib bygget i 1892. Det ligger nu som museumsskib i Oslo.
Fram blev konstrueret af skibsbygger Colin Archer på bestilling fra Fridtjof Nansen, som skulle bruge det på sin ekspedition til Nordpolen. Skibet blev konstrueret til at kunne modstå stort tryk fra skruende havis på skibets sider, idet skrogets form var skrå i vandlinjen således, isskruninger presser skibet opad i stedet for at knuse det.
Frams dimensioner: Længde i dækket 128 fod (42,67 m), bredde 36 fod (12 m), dybgang 15 fod (5 m), deplacement 800 tons. Fram var rigget som tremastet skonnert med dampmaskine.
Fram sejlede den planlagte rejse mod Nordpolen med Nansen. Nordpolen blev dog ikke nået, men teorien om isens drift hen over polkalotten blev bekræftet. Senere sejlede Otto Sverdrup med Fram til Nord- og Vestgrønland, og Roald Amundsen sejlede med Fram til Antarktis på den ekspedition, hvor han som det første menneske nåede Sydpolen.
59°54′12″N 10°41′58″Ø / 59.903333333333°N 10.699444444444°Ø